# Adesmus divus
Adesmus divus är en skalbaggsart som först beskrevs av Chabrillac 1857.  Adesmus divus ingår i släktet Adesmus och familjen långhorningar.
Artens utbredningsområde är Paraguay. Inga underarter finns listade i Catalogue of Life.